# شينجي توميناري
شينجي توميناري (باليابانية: 冨成 慎司) (22 فبراير 1987 في غيفو في اليابان – )؛ هو لاعب كرة قدم ياباني سابق كان يلعب كمدافع.

## وصلات خارجية
- شينجي توميناري على موقع رابطة كرة القدم اليابانية للمحترفين (اليابانية)
- شينجي توميناري على موقع قاعدة بيانات كرة القدم.إي يو (الإنجليزية)
- شينجي توميناري على موقع Soccerway.com (الإنجليزية)
- شينجي توميناري على موقع عالم كرة القدم.نت (الإنجليزية)